# إذاعة لبنان الحر

إذاعة لبنان الحر

إذاعة لبنان الحر بالفرنسية (Radio Liban Libre (RLL هي اذاعة لبنانية تبث من بيروت. أسستها القوات اللبنانية عام 1978م كاذاعة حزبية وتجارية في لبنان . تبث البرامج الأخبارية والسياسية بالإضافة للمنوعات والبرامج المحلية والفنية الألعاب.

## موجاتها
تبث الإذاعة على الموجات التالية:
- 102.5 و102.7 أف أم.
- الإنترنت: البث الحي.